# Michajlovskij rajon (Oblast' di Rjazan')
Il Michailovskij rajon (in russo Михайловский район?) è un rajon dell'Oblast' di Rjazan', nella Russia europea; il capoluogo è Michajlov. Istituito nel 1929, ricopre una superficie di 1.841 chilometri quadrati ed ospita una popolazione di circa 36.000 abitanti.